# Cinclodes fuscus
A Cinclodes fuscus a madarak (Aves) osztályának verébalakúak (Passeriformes) rendjébe és a fazekasmadár-félék (Furnariidae) családjába tartozó faj.

## Rendszerezése
A fajt Louis Pierre Vieillot francia ornitológus írta le 1818-ban, az Anthus nembe Anthus fuscus néven.

## Alfajai
- Cinclodes fuscus albidiventris[2] P. L. Sclater, 1860 vagy Cinclodes albidiventris[1]
- Cinclodes fuscus albiventris[2] (Philippi & Landbeck, 1861) vagy Cinclodes albiventris[1]
- Cinclodes fuscus fuscus (Vieillot, 1818)
- Cinclodes fuscus heterurus Madarasz, 1903
- Cinclodes fuscus longipennis (Swainson, 1838)
- Cinclodes fuscus oreobates Scott, 1900
- Cinclodes fuscus paramo Meyer de Schauensee, 1945
- Cinclodes fuscus riojanus Nores, 1986
- Cinclodes fuscus rivularis (Cabanis, 1873)
- Cinclodes fuscus rufus Nores, 1986
- Cinclodes fuscus yzurietae Nores, 1986[2]

## Előfordulása
Argentína, Brazília, Chile, Paraguay és Uruguay területén honos. Természetes élőhelye a mérsékelt övi, szubtrópusi vagy trópusi füves puszták, legelők és bokrosok, valamint vizes élőhelyek és tengerpartok. Vonuló faj.

## Megjelenése
Testhossza 17 centiméter, testtömege 24-35 gramm.

## Életmódja
Tápláléka gerinctelenekből és magvakból áll.

## Természetvédelmi helyzete
Az elterjedési területe rendkívül nagy, egyedszáma pedig stabil. A Természetvédelmi Világszövetség Vörös listáján nem fenyegetett fajként szerepel.